# (6207) Bourvil
(6207) Bourvil (1988 BV) – planetoida z grupy pasa głównego asteroid okrążająca Słońce w ciągu 3,57 lat w średniej odległości 2,33 j.a. Odkryta 24 stycznia 1988 roku.